# Edwin Ifeanyi
Edwin Ifeanyi (født 28. april 1972) er en tidligere camerounsk fodboldspiller.

## Camerouns fodboldlandshold
| Camerouns landshold | Camerouns landshold | Camerouns landshold |
| År                  | Kmp                 | Mål                 |
| ------------------- | ------------------- | ------------------- |
| 1992                |                     |                     |
| 1993                |                     |                     |
| 1994                | 2                   | 0                   |
| Total               | 2+                  | 0+                  |